# Llop Simó i Ramis
Llop Simó i Ramis (Mataró, s. XVII - s. XVIII) fou mestre de capella de Santa Maria de Mataró. Natural de Mataró, era fill del candeler de cera Joan Pau Simó, el qual havia estat jurat de Consell de la Vila durant els anys 1656, 1666, 1669. El 1685 Llop Simó fou admès al magisteri de la parroquial de Santa Maria de Mataró sense opositar a causa d'haver estat habilitat per mestre de capella en una oposició que ha tinguda en Santa Maria del Mar de la ciutat de Barcelona. Un cop efectuat el nomenament, el consell li lliurà un llibre gran tot ab solfa que conté cent trenta tres fulles ab cubertas de fusta dit Llibre de Completas de Pujol y és de dita Universitat.
A l'arribada de Simó la capella comptava amb quatre cantors i un baxonista, però les dificultats econòmiques de la Universitat van menar el Consell de la Vila a prendre la decisió de llevar la cantoria i desconduhir el seu mestre de capella l'abril de 1691; això no obstant, la capella va ser restaurada l'any següent. En el decurs dels catorze anys del seu magisteri es produí un dur enfrontament entre el rector de la parroquial i el Consell de la Vila, que afectà de ple la figura del seu mestre de capella.
Simó pertanyia a una família ben situada en el mapa social i polític de la capital maresmenca, amb membres presents al Consell de la Vila, però és molt probable que les consuetudinàries desavinences entre la Universitat i el rector de la parroquial fossin la vertadera causa del conflicte, ja que lo concell és lo que legítamament té la allecció de mestre de capella o cant y lo senyor rector lo sol concentiment. En el cas de Llop Simó es feo palès que la desavinença era profunda. El rector no acceptava la seva ratificació en el càrrec i, per tal de desbloquejar la situació, el Consell proposà al rector fer venir lo mestre de la Seu de Barcelona per a examinar lo dit reverend Llop Simon per lo predit magisteri […] però que abilitat que fos per dit mestre de la Seu, se li suplicava ara per les hores que dit senyor rector fos servit donar son concentiment, a la qual cosa el rector amb molta amabilitat contestà que li està molt be lo examen y que los senyors jurats fassen venir los examinadors que sian servits, que dit senyor rector donarà lo concetiment com se done lloch a ser examinats o entrar en lo examen totas las personas que voldran. Amb aquestes paraules el rector expressava als jurats que s'avenia a acceptar el resultat d'una convocatòria oberta d'oposicions però no a un examen restringit.
El cert és que el mestre de la catedral de Barcelona s'excusà i es convocà un tribunal format per Francesc Espelt i Ignasi Vidal, els respectius mestre de capella i organista de Santa Maria del Mar, i Josep Puig, organista de Santa Maria de Mataró. Les proves es van realitzar al temple parroquial, entre el 2 i el 6 de desembre de 1692, i s'hi van presentar Josep Benet, mestre de capella de Santa Maria de Vilafranca del Penedès, Llop Simó i “lo licenciado Francisco Valls de la ciutat de Barcelona”. El tribunal, expressà com després de les proves “preguntas, contrapunt, abilitat de faristol, com de composició, abilitam lo dit licenciado Francisco Valls en primer lloch, per la molta satisfacció que ha donat en dit examen […] en segon lloch abilitam lo dit reverend Llop Simon, prevere, y en tercer lloch abilitam lo dit licenciado Joan Benet.” 
Malgrat el veredicte del tribunal, el Consell va acordar per majoria en consideració de les qualitats “y de la satisfacció que’s té experiencia ha donada y ésser estat abilitat per dits senyors examinadors y també per haver molts anys que ha exercitat lo dit magisteri de capella en dita esta vila, en tot lo qual temps ha donadad dit reverend Llop Simon cabal satisfacció y altres conveniencies se veuhen en sa eleccio sie elegit com elegexen ab lo present per mestre de capella de la present vila de Mataró al dit reverend Llop Simon.” Tanmateix, e l rector no va acceptar el seu nomenament, atès que “en virtud de justicia y de la paraula que donà y li donaren los senyors jurats y las perçonas elegidas, de donar dit magisteri al que seria judicat mes digne per lo examinador o examinadors que cridarien, com també per no poder donar-se lo benefici que’s dona per concurs al que està en segon lloch […] dit rector li apar no poder servir a la Universitat e vila en lo que se li demana.” Mentre el Consell de la Vila signava el nomenament de Llop Simó, el rector el rebutjava i admetia Francesc Valls a les distribucions de la parroquial. La gravetat del conflicte, que tingué un important ressò popular en el seu moment, s'accentuà de forma progressiva. Les tensions arribaren fins a tal extrem que la Universitat determinà que totes les celebracions litúrgiques que la vila hagués de realitzar se celebressin a l'església del monestir dels carmelites descalços, fora del temple parroquial. La intervenció directa del virrei, el duc de Medina Sidonia, aconseguí apaivagar el debat; d'altra banda el plet arribà a la cúria romana el 1695, però finalment el tribunal de la Rota fallà favorablement als drets del Consell de la Vila.
Tanmateix, la transformació de les relacions internes entre el rector i els residents de la parroquial, on un grup de preveres advocava per reduir les atribucion del rector en favor de la comunitat, va menar a un canvi d'aliances en el propi Consell de la Vila. L'abril de 1699 la Universitat decidia donar suport als preveres defensors de la comunitat i a principis d'agost optava per cessar dels seus càrrecs el mestre de capella Llop Simó i l'organista Josep Puig, el qual es negà diverses vegades a entregar les claus de l'orgue. Dos anys abans, el 1697, Llop Simó havia redactat un curiós testament satíric en el qual ordenava que en el dia de la seva sepultura “[…] assistescan tots los minyons dexebles meus y cantian la missa he compost per això ab tres baxons, nou flaviols, tres tamborinos de corda, sis trompetes, trenta cornamuses, vuyt dotzenes de corns, vint y cinch cremelles, sis sonatrujes, dinou pifres, set cobles de ministrils, dos cents cegos ab diferents instruments. En lo segon cor, tota la armonia de un viscalabat, qu’és quan se casa un viudo, ab tots los instruments com són esquelles, e saltadors, tamborets, bacines y altres. En lo tercer los musichs dels alamanys ab tambos, timbales, cascabells, ab tota la vila que criden tant com puguan; advertint que vull que cridian a compas. Al cor de la capella vul totes les escombreiayres de Barcelona, totes les dones que venen tripes, terra de escudelles, sal, vidre trencat, bescuyts, peres cuytes, los que cridan aygua de ordi, orxata, y cada hu de ells que cantia lo vilancich que sap y ordinàriament acostuma cantar”. Desconeixem si la identitat d'aquest mestre de capella es podria relacionar amb la de Simó Llop, que regí el magisteri de la capella de Torroella de Montgrí a cavall dels segles XVII i XVIII, i hi testà el 1705.